# 际会林公宫
际会林公宫，是位于中国福建省宁德市周宁县李墩镇际会村的一个清代古建筑，2012年入选周宁县第三批文物保护单位。
际会林公宫是奉祀林公忠平王的宫庙，始建于清朝早期，中华民国时期及中华人民共和国初期被用作村小学办学点，后重新奉祀林公忠平王，建筑坐东南朝西北，面积366.4平方米，有大殿、戏台、厢房和天井等结构，大殿面阔三间、进深五柱，穿斗、抬梁混合式减中柱土木结构悬山顶，戏台上方饰有绘有彩色图案的斗拱藻井，厢房的二层隔板上原绘有彩绘，现已大部分脱落。